# ایوایکا کوستلیچ
ایوایکا کوستلیچ (انگلیسی: Ivica Kostelić؛ زادهٔ ۲۳ نوامبر ۱۹۷۹) اسکی‌باز آلپاین اهل کرواسی است.